# Cannes

Cannes (în occitană Canas) este un oraș în sud-estul Franței, în departamentul Alpes-Maritimes în regiunea Provence-Alpi-Coasta de Azur, la cca 50 km vest de Nisa, pe malul Mării Mediterane.  Este una din cele mai renumite stațiuni balneoclimaterice si de turism de pe Coasta de Azur, vecină la 54 de km cu Monte Carlo. Are cca 70 mii de locuitori. La Cannes se organizează, începând cu 1946, Festivalul Internațional de Film de la Cannes. Printre obiectivele turistice ale orașului se numără cheiul la Croisette și muzeul Castre (în incinta castelului medieval). Bastionul Sainte Marguerite (sec. XI, locul întemnițării "Măștii de Fier") și mănăstirea Saint Honorat (sec. IV) sunt situate pe cele două insule majore din arhipelagul Lérins.

## Economia
Navigație maritimă (port). Turism. Centru al exportului de flori și de fructe.

### Industria
- Turism, medicina alternativa, tratamente medicale
- Chimică
- A parfumurilor
- Constructoare de iahturi
- ateliere de întreținere a materialului rulant[necesită citare]